# Etiologia
Etiologia (średniowieczna łac. aetiologia – stwierdzenie przyczyny albo powodu; z gr. aitiología – badanie przyczyn od aitía „przyczyna” i logia „zbiór, kolekta”) – nauka badająca przyczyny zjawisk, procesów i faktów. 
Pojęcie bywa używane w znaczeniu bardziej precyzyjnym. Może oznaczać:
- w medycynie – przyczyny choroby[1] (zob. etiologia schizofrenii, etiologia pogranicznego zaburzenia osobowości)
- w rolnictwie – dział fitopatologii zajmujący się badaniem przyczyn chorób roślin[2],
- w prawie – przyczyny przestępczości[1].

Termin „etiologia” bywa stosowany zamiennie z terminem „ajtiologia” – „wyjaśnianie w formie mitów lub legend przyczyn powstania tradycji, obrzędów itp.”.